# کاردنولید
کاردنولید (به انگلیسی: Cardenolide) با فرمول شیمیایی C۲۳H۳۴O۲ یک ترکیب شیمیایی با شناسه پاب‌کم ۳۰۳۵۰۱۹ است. که جرم مولی آن ۳۴۲٫۵۱۴۸۶ g/mol می‌باشد. 